# Tillandsia penlandii
Tillandsia penlandii är en gräsväxtart som beskrevs av Lyman Bradford Smith. Tillandsia penlandii ingår i släktet Tillandsia och familjen Bromeliaceae.

## Underarter
Arten delas in i följande underarter:
- T. p. pedunculata
- T. p. penlandii